# Dooku: Jedi Lost
Star Wars: Dooku: Jedi Lost es un audiodrama estadounidense ambientado en el universo Star Wars que fue escrito por Cavan Scott y publicado el 30 de abril de 2019 por Del Rey Books. Posteriormente se publicó un libro electrónico el 1 de octubre de 2019 y una edición de bolsillo el 30 de marzo de 2021.

## Recepción
James Whitebrook de Gizmodo elogió el drama de audio que examina más de cerca cómo el camino de Dooku hacia el lado oscuro se presentó más complicado de lo que se muestra en las precuelas de Star Wars. Sean Keane de CNET también comentó sobre Jedi: Lost la exploración de los primeros años de vida del Conde Dooku, calificándolo de "fascinante". 